# 圣母无玷始胎堂 (巴勒莫)
圣母无玷始胎堂（意大利语：Chiesa dell'Immacolata Concezione）是一个巴洛克风格的罗马天主教教堂，位于意大利西西里大区巴勒莫历史中心的塞拉尔卡迪奥区（Seralcadio），卡波（Capo）市场内。
教堂靠近卡里尼门（Porta Carini），位于古代市场的心脏地带。它建于1604年至1740年之间，精心装饰了许多西西里艺术家的作品，如贾科莫•阿马托（Giacomo Amato）、彼得罗·诺维利（Pietro Novelli）、奥利维奥·塞齐（Olivio Sòzzi）、朱塞佩·贝拉斯科（Giuseppe Velasco）和卡洛·德阿普雷（Carlo D'Aprile）。

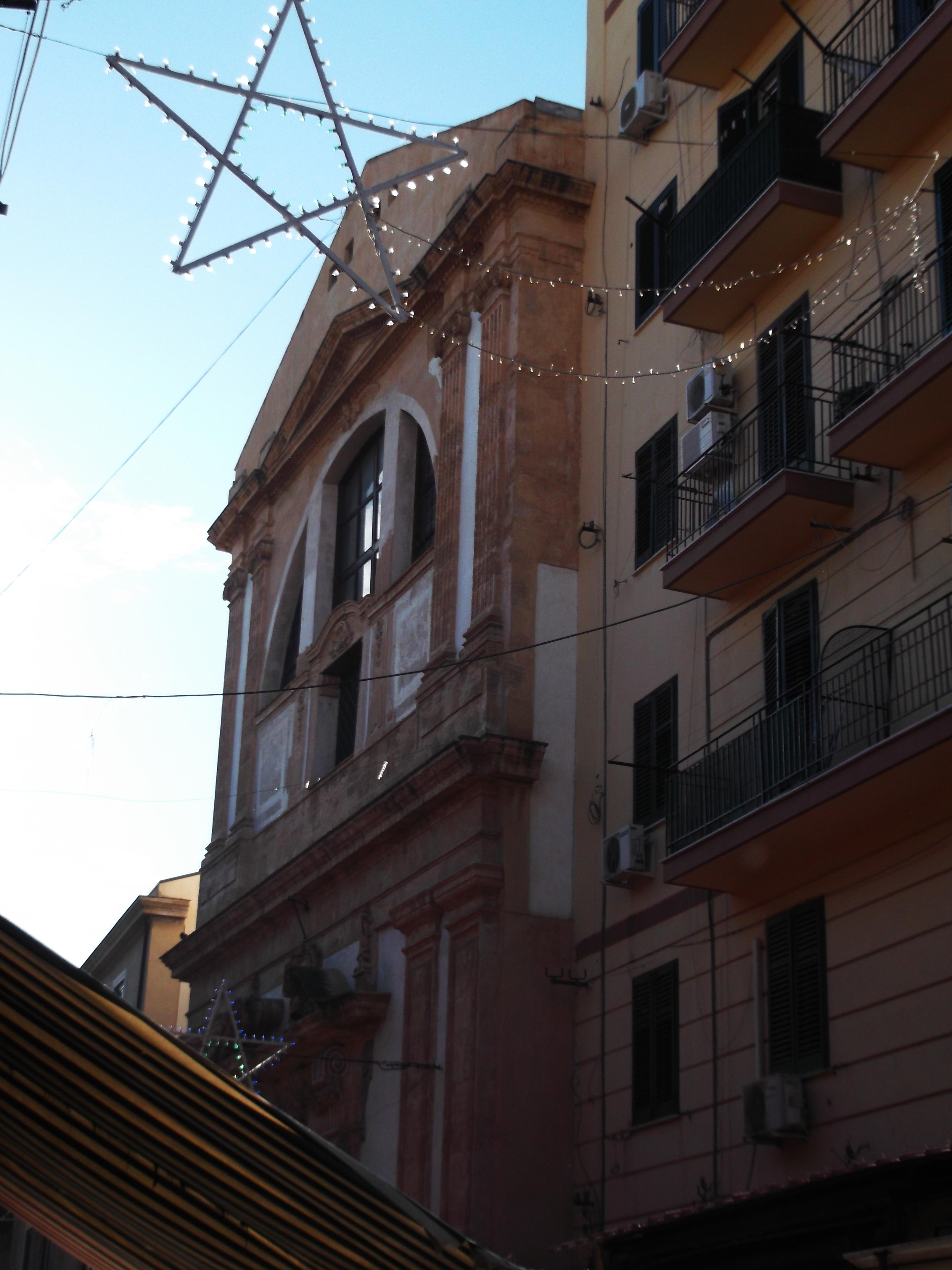
立面
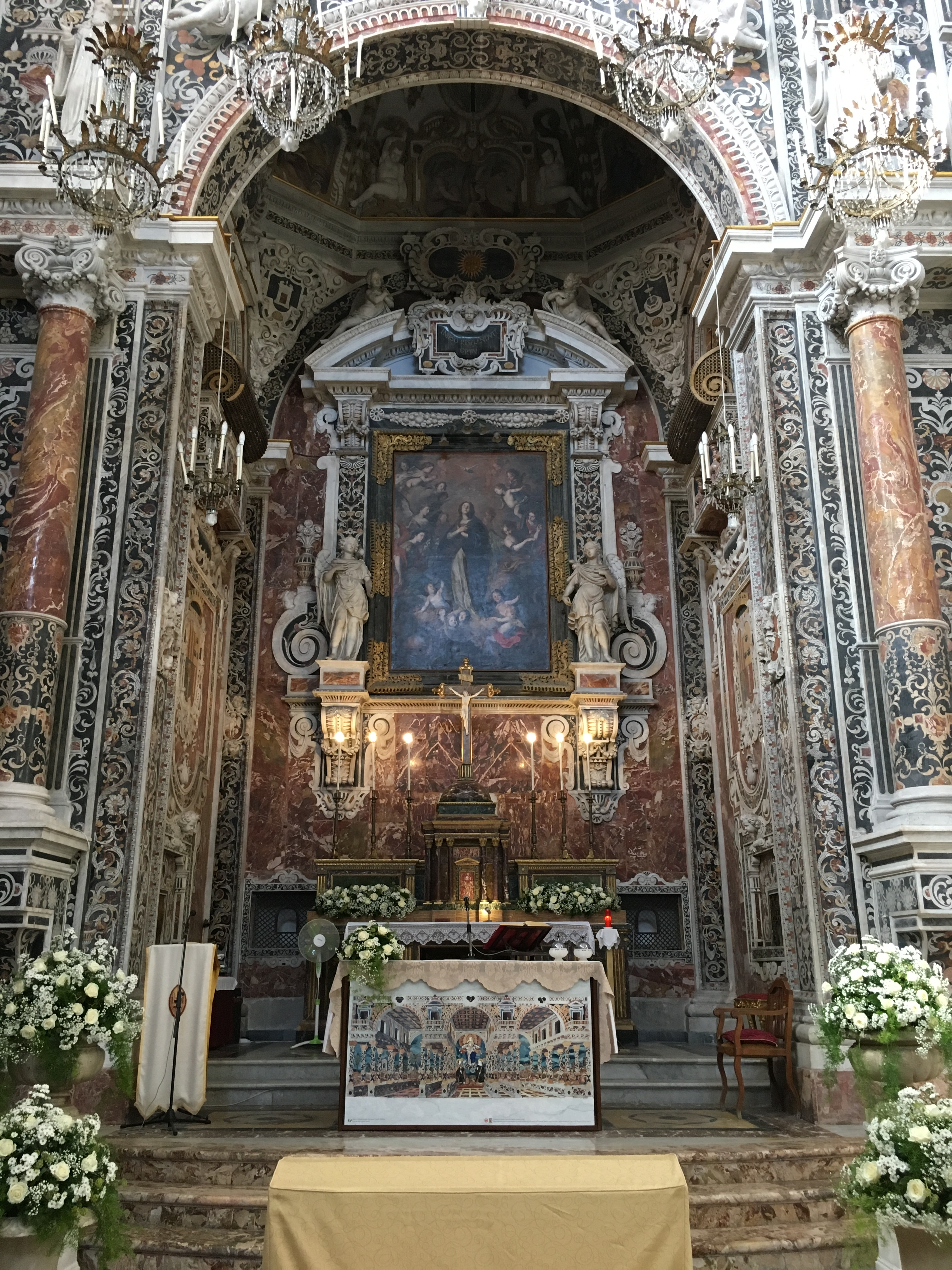
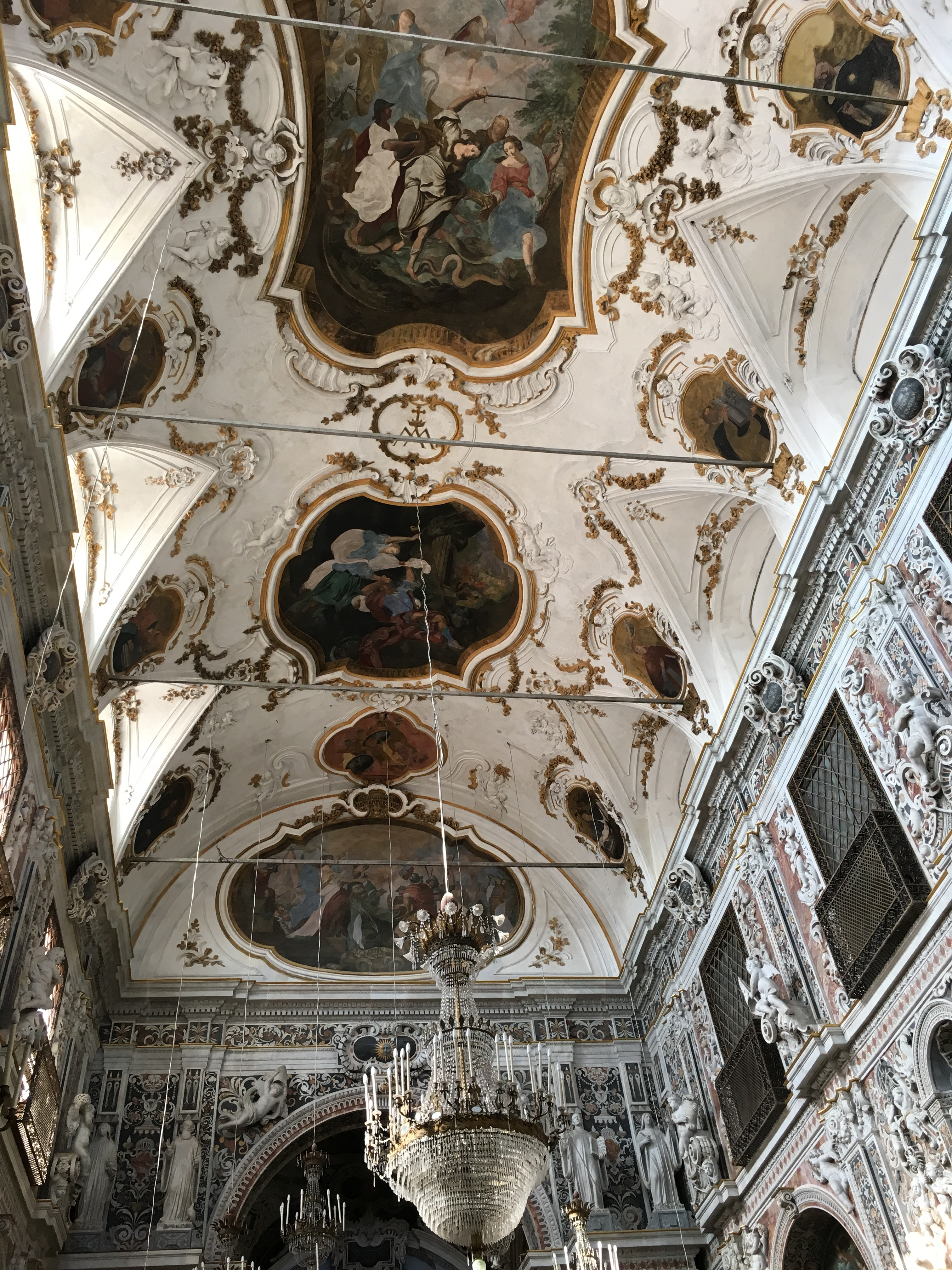
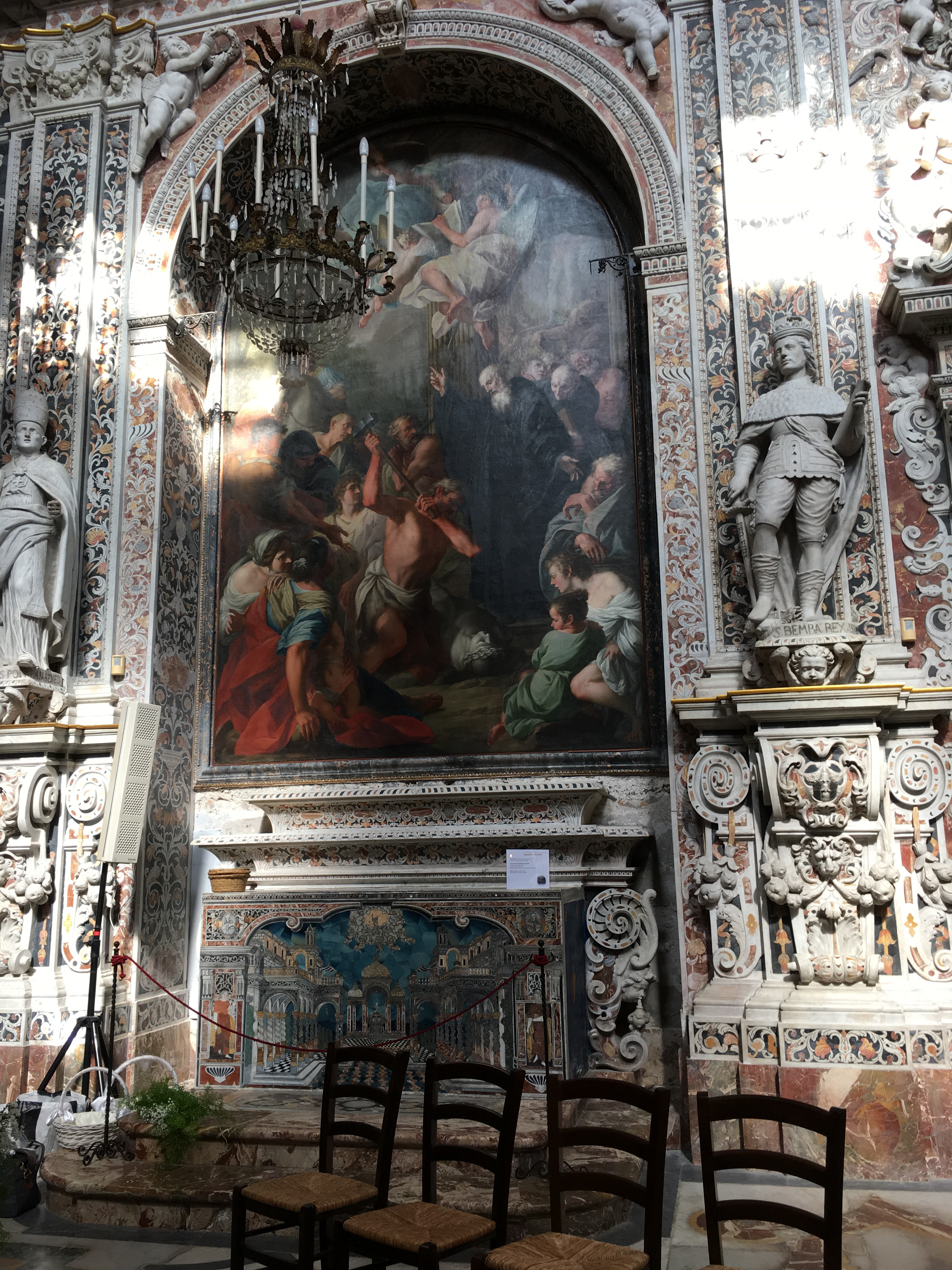